# Distrito electoral de Salem n.º 1
Salem No. 1 (en inglés: Salem No. 1 Precinct) es un distrito electoral ubicado en el condado de Edwards en el estado estadounidense de Illinois. En el Censo de 2010 tenía una población de 575 habitantes y una densidad poblacional de 12,23 personas por km².

## Geografía
Salem n.º 1 se encuentra ubicado en las coordenadas 38°31′31″N 87°58′41″O / 38.52528, -87.97806. Según la Oficina del Censo de los Estados Unidos, Salem n.º 1 tiene una superficie total de 47.01 km², de la cual 47.01 km² corresponden a tierra firme y (0%) 0 km² es agua.

## Demografía
Según el censo de 2010, había 575 personas residiendo en Salem n.º 1. La densidad de población era de 12,23 hab./km². De los 575 habitantes, Salem n.º 1 estaba compuesto por el 98.09% blancos, el 0.87% eran afroamericanos, el 0% eran amerindios, el 0.35% eran asiáticos, el 0% eran isleños del Pacífico, el 0% eran de otras razas y el 0.7% pertenecían a dos o más razas. Del total de la población el 0.17% eran hispanos o latinos de cualquier raza.